# Lipocosma intermedialis
Lipocosma intermedialis là một loài bướm đêm trong họ Crambidae.